# 浦西ひかる
浦西 ひかる（うらにし ひかる、2000年〈平成12年〉9月10日 - ）は、日本の歌手、モデル、カップル系YouTuber、実業家である。後述のYouTuber等ではファーストネームのみの「ひかる」名義でも活動を行う。

## 略歴
エイベックス・アーティストアカデミー大阪校出身で、スクール生として千里セルシーボーカルコンテスト、ヴォーカルクイーンコンテスト、歌姫ライブ、エイベックスチャレンジステージ、Vocal Try Stageに出演して歌とダンスを披露した。
2016年8月15日より1年間、ミスいちごメイト2017を務める。
2017年に恋愛リアリティ番組『今日、好きになりました』（ABEMA）に出演し同世代の間で人気に火が付き、同番組特別版でカップル成立となった鹿島尚貴こと「おた」と、2019年3月25日よりYouTube「おたひかチャンネル」を開始。
2018年3月には、カンコー学生服「カンコー委員会」メンバーとなる。
2019年6月末をもってエイベックス・マネジメントとの契約を終了。2020年6月にアンフィニ、7月よりTRUSTAR所属。
2021年7月に、アイドルグループをプロデュースすることを発表した。
2023年6月、『それって!?実際どうなの課』に出演し、5つの事業を展開して最高月収1500万円を稼ぐ経営者に転身したことを明かした。
2023年8月より音楽アーティスト活動をスタート。所属は株式会社H3。同年9月3日に配信開始されたデビュー曲「Kawaii」はシンガーソングライターのCHIHIROが提供する。
2024年3月、『BreakingDown 11.5』に出場することが決定し、共に同大会のラウンドガールをしていた同じモデルである花咲れあと対戦が決定したが、後に花咲側が辞退した。

## 人物
- 身長：167.5cm、体重：40.5kg（2023年8月時点[8]）。体重キープのため、朝4時に起きて22時に寝る生活（夕食は18時まで）を送る。高校時代のスリーサイズはB77 W54 H83。
- 顔の整形[9]と豊胸手術を公表している[10]。ふとももの脂肪を胸に移植し、CからFに3カップアップさせたという[11]。2020年10月までに、前歯を6本は削ってセラミックに変えている[12]。
- 趣味はおしゃれ、ショッピング、スイーツ食べ歩き、youtube。
- 特技はダブルダッチ、ギター、勉強。
- 得意なスポーツ：バスケットボール。
- 好きな食べ物はマカロン、抹茶スイーツ、チョコレート、たまご料理。
- 嫌いな食べ物は魚介類、きのこ類、納豆、茄子、わさび。
- 好きな洋服ブランドはDIOR、MURUA、SLY、moussy、HONEY MI HONEY、Lily Brown
- 好きな色はピンク。
- 後に歌手グループ『et-アンド-』のメンバーとなる「モラレスきあら」はエイベックス・アカデミー・スクール時代の同僚で、今でも仲が良い[SNS 4][SNS 5]。

## 出演

### テレビ
- お願い!ランキング（2016年2月、テレビ朝日）
- シンデレラ・ネットワーク（2017年12月、NHK）

### ネット配信
- 今日、好きになりました（2017年10月16日 - 11月6日、AbemaTV）
- ハッピースクールなう！（2018年4月6日、4月27日、6月1日 AGARUTV）
- 勝負の夏！～先生！勉強も恋も教えてください～（2018年8月14日 - 10月16日、AbemaTV）
- 勝負の冬! 〜勉強も恋もラストスパート〜（2018年10月28日 - 2019年3月10日、AbemaTV）

### CM
- ミュゼプラチナム

### 舞台
- 大阪俳優市場2016春（2016年3月）
- 大阪俳優市場2017春（2017年3月）

### モデル
- ハイアットリージェンシー大阪 模擬挙式（2014年11月）
- 第5回 TEENS COLLECTION（2015年3月23日）
- JAPANMODELS（2015年4月26日）
- FASHION LEADERS real.2（2015年7月29日）
- 学生ランウェイ（2015年7月30日）
- ニュイ・ブランシュKYOTO（2015年10月）
- エスモードジャポン大阪（2015年11月）
- バンタンデザイン研究所撮影（2016年9月）
- 日本女子博覧会
- クリエイタスマガジンコレクション
- 超十代（2017年3月、8月、2018年3月）

### ライブ
- DOKIFES vol.5（2015年6月27日）
- iDOL BUNCH（2016年10月15日）

## おたひかチャンネル
おたひかチャンネルは、ひかるとおたが投稿するYouTubeカップルチャンネル、コンビ名である。無所属（MCN）で活動している。
元々ひかるはavex、おたはA-LIGHTに所属した。ともに時期は違えど恋愛リアリティショー『今日、好きになりました。』出演経験があり、同番組の特別番組『もう1度好きになってもいいですか？』（2021年放送）で共演し、おたがひかるに告白したことからカップル成立。2019年3月から交際をスタートさせた。
2019年に設立された2人のYouTubeチャンネル「おたひかチャンネル」は、2022年4月25日時点でチャンネル登録者数48.2万人。
交際中は出会って2年くらいまでは週5～6回、以後は週に3回の性行為を行っていたことも告白している。
2022年4月23日に「半年前に交際相手としては別れていること」を発表。以後、ビジネスカップルとして関係性を継続している。

### おたプロフィール
- 本名および旧芸名：鹿島 尚貴（かしま なおたか）
- 生年月日：1999年8月1日
- 身長：177cm
- 血液型：A型
- 東京都出身
- 『今日、好きになりました。』第7弾（2020年）に出演。2019年1月末までアイドルグループ「熱血！！Acti部。」のメンバーとしても活動していた[14]。

### コンビとしての出演

#### テレビ番組
- メッセンジャーの○○は大丈夫なのか?（2020年2月6日 毎日放送）

#### ネット配信
- 恋するハチスタ

#### 雑誌
- Popteen3月号（2020年2月1日）

#### イベント
- 超十代 - ULTRA TEENS FES – 2020@TOKYO（2020年3月24日）[17][18]

#### MV
- ピーターパンシンドローム「ガチ恋口上ミルキーチャンス」（2021年7月）

#### SNS
1. ↑  そると【ふる〜つぽんち。】 [@sorutofrupon] (2023年9月16日). "浦西ひかるさんとお写真撮って頂きました". X（旧Twitter）より2023年9月19日閲覧。
2. ↑  浦西ひかる [@uranishihikaru] (2019年2月22日). "今日、高校を卒業しました! 先生から最初で最後のお手紙をもらって感動しました、、改めてここまで成長してこれたこと、沢山の人に感謝でいっぱいです🙇‍♂️これからも頑張ります!!!". X（旧Twitter）より2023年8月19日閲覧。
3. ↑  浦西ひかる [@uranishihikaru] (2019年7月29日). "2019年6月末をもちましてエイベックス・マネジメントとの契約を終了させていただきました。". X（旧Twitter）より2023年9月19日閲覧。
4. ↑  浦西ひかる [@uranishihikaru] (2017年9月3日). "今日もモラレス氏と♡♡（写真撮ってもらった）". X（旧Twitter）より2021年7月9日閲覧。
5. ↑  モラレスきあら [@kiara20011005] (2016年8月21日). "今日もひかるんにひっつきモラレスでした". X（旧Twitter）より2021年7月9日閲覧。

### おたひか
- おたひかチャンネル (@ota_hika) - X（旧Twitter）
- おたひかチャンネル (@otahika0000) - Instagram
- おたひかチャンネル - YouTubeチャンネル
- おたひかのサブチャンネル - YouTubeチャンネル